# Libri feudorum

Les Libri feudorum (en latin : Livres des fiefs) sont une compilation de droit intégrée au XIIe siècle au Corpus iuris civilis.
Les Libri feudorum sont une compilation de droit lombard. Dans le courant du Moyen Âge, ce texte se trouve divisé en deux livres, d'où le titre au pluriel. Il doit son nom au contenu qui comprend des dispositions de droit féodal.
Les premières versions de cette compilation datent du XIIe siècle et semblent dues au juriste milanais Oberto dall'Orto.
Ce recueil se trouve intégré dans le cinquième livre du Corpus iuris civilis. Au sein du cinquième livre, il est placé à la suite des Authentiques divisées en neuf « collations », dont il est vu comme constituant une suite, ce qui conduit à appeler les Libri feudorum « dixième collation ».